# Vayúm Vakaxtik
Vayúm Vakaxtik är en ort i Mexiko.   Den ligger i kommunen Chenalhó och delstaten Chiapas, i den sydöstra delen av landet, 700 km öster om huvudstaden Mexico City. Vayúm Vakaxtik ligger 1 490 meter över havet och antalet invånare är 103.
Terrängen runt Vayúm Vakaxtik är kuperad åt sydost, men åt nordväst är den bergig. Runt Vayúm Vakaxtik är det ganska tätbefolkat, med 134 invånare per kvadratkilometer. Närmaste större samhälle är Pantelhó, 15,3 km nordost om Vayúm Vakaxtik. Omgivningarna runt Vayúm Vakaxtik är en mosaik av jordbruksmark och naturlig växtlighet.